# Jean Fresnel
Jean Fresnel (* 1939) ist ein französischer Mathematiker, der sich mit Zahlentheorie und algebraischer Geometrie (speziell p-adische Zahlen) befasst. Er war Professor an der Universität Bordeaux.
Fresnel legte den ersten Teil seiner Promotion (Thèse de 3eme Cycle) 1964 an der Universität Caen ab (Congruences sur les nombres de Bernoulli) und wurde 1967 an der Universität Bordeaux bei Yvette Amice promoviert (Nombres de Bernoulli et fonctions L p-adique). Er war bis zu seiner Emeritierung 2004 Professor in Bordeaux.
Zu seinen Doktoranden gehören Michel Waldschmidt und Pierrette Cassou-Noguès.

## Schriften
- mit Marius van der Put Geometrie analytique rigide et applications, Birkhäuser 1981
- Groupes, Paris, Hermann 2001
- Anneaux, Paris, Hermann 2001
- Espaces quadratiques, euclidiens, hermitien, Paris, Hermann 1999
- Méthodes modernes en géométrie, Paris, Hermann 1996
- Algèbre des matrices, Paris, Hermann 2011
- mit Michel Matignon: Algèbre et géométrie: recueil d'exercices corrigés, Paris, Hermann, 2011